# ضرب اتجاهي

إيجاد إتجاه محصلة الجداء الاتجاهي باستعمال قاعدة اليد اليمنى.

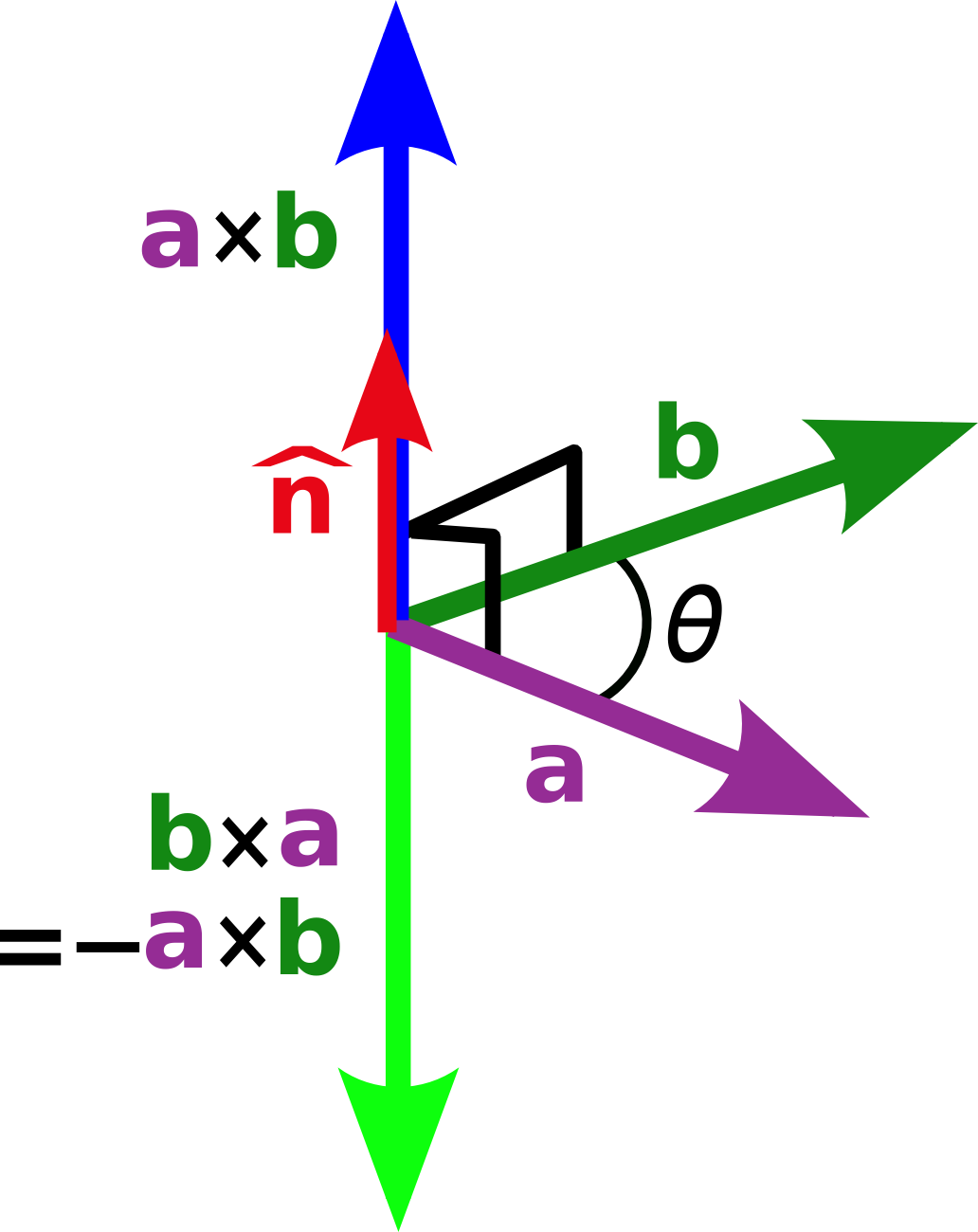
توضيح للضرب الإتجاهي

في الرياضيات، الضرب الاتجاهي (أو الضرب التقاطعي أو الجداء المتجهي أو الجداء الشعاعي) هو عملية ثنائية بين متجهين، في فضاء إقليدي ثلاثي الأبعاد، تكون نتيجتها متجه متعامد على المستوي الذي ينتمي له المتجهان طرفا هذه العملية. وهذا بخلاف الضرب القياسي الذي يكون حاصله كمية قياسية.
إذا كان ({\displaystyle {\vec {a}})}) و({\displaystyle {\vec {b}}}) متجهان بينهما زاوية ({\displaystyle \theta })، فإن حاصل الضرب الاتجاهي لهما هو:
{\displaystyle {\vec {a}}\times {\vec {b}}=ab\sin \theta \ \mathbf {\hat {n}} =\det({\vec {a}},{\vec {b}})\ \mathbf {\hat {n}} }
حيث ({\displaystyle \mathbf {\hat {n}} }) هو متجه وحدة عمودي على المستوي الحاوي للمتجهين الأصليين {\displaystyle {\vec {a}})}) و({\displaystyle {\vec {b}}})، و {\displaystyle \det({\vec {a}},{\vec {b}})} هو محدد المتجهين.